# Рыночная церковь (Ганновер)
Рыночная церковь Св. Георга и Якоба (нем. Marktkirche St. Georgii et Jacobi) — главная лютеранская церковь Ганновера. Построенная в XIV веке, вместе с более поздним зданием Старой ратуши Ганновера образует ансамбль Рыночной площади, выполненный в стиле «кирпичная готика».
В середине XVIII века пастором Рыночной церкви был немецкий писатель, поэт и протестантский проповедник Иоганн Адольф Шлегель, брат Иоганна Элиаса Шлегеля и Иоганна Генриха Шлегеля.
Здание было серьёзно повреждено в ходе авианалётов в 1943 году и восстановлено к 1952 году. Высота западной башни церкви составляет 98 метров со шпилем.

## История
В 1952 году во время раскопок был обнаружен фундамент романского здания, построенного на этом месте около 1125 года и впервые упомянутого в 1238 году под названием церкви Святого Георгия. Первые цветные витражные окна были вставлены еще в 1340 году. Название ecclesia Sanctorum Jacobi et Georgii датируется 1342 годом. Святой Иаков (Якоб), популярный покровитель паломников и торговцев в средние века (испанский: Сантьяго), и Святой Георгий, один из 14 святых помощников и известный как легендарный победитель змия, были избраны небесными покровителями храма. С 1344 года начался сбор пожертвований на строительство церкви, а в 1347 году началось возведение фундамента башни (в период эпидемии чумы). Два года спустя было дано разрешение на снос старого церковного здания (вокруг которого была построена новая церковь). Церковь освятили около 1360 года. В 1368 году строительство церковной башни было прервано из-за бедствия, эпидемии чумы и связанной с этим нехватки денег. Первоначально башню планировалось сделать более крутым, но башня на крыше была построена в виде уменьшенного изображения самой башни. С помощью дендрохронологического метода была подтверждена дата возведения конструкции крыши- 1388 год (даты вырубки 1385—1388 гг.).

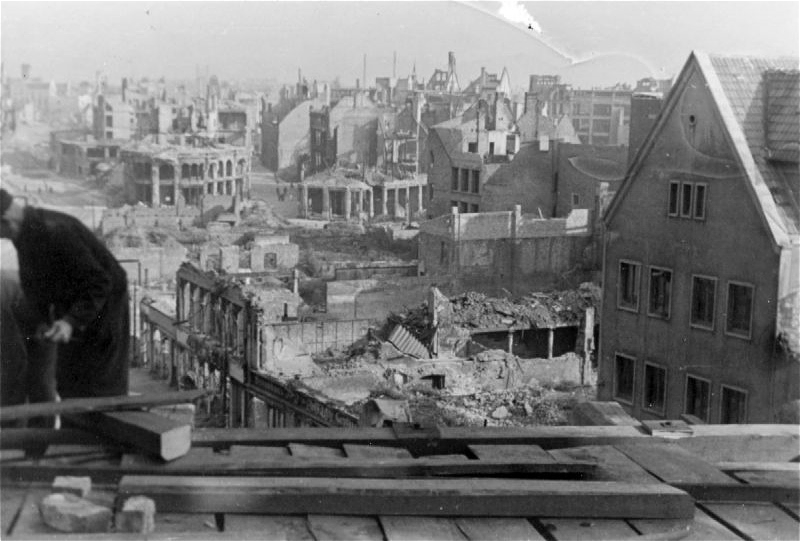
Восстановление крыши церкви Маркткирхе в Ганновере в 1947 году

После XIV века на северной стороне церкви была построена небольшая пристройка (которой сейчас нет) и использовалась как «Геркамер» или ризница. К западу от нее находилась бывшая часовня Святой Анны, также известная как часовня Соден с 1510 года.
В 1852—1855 годы интерьер церкви был отреставрирован, перекрашен и обставлен под руководством Людвига Дросте, в результате чего алтарь Дуве (Иоганн Дуве- богатый предприниматель периода раннего капитализма, благотворитель, внесший значительный вклад в развитие Ганновера) бесследно исчез. В результате двух воздушных налётов британской авиации на Ганновер во время Второй мировой войны (в июле и октябре 1943 года) церковь была разрушена, за исключением внешних стен и колонн. Однако большая часть конструкции крыши была сохранена. Реконструкция проводилась в 1946—1952 годах компанией «Huta Hoch- und Tiefbau» по плану архитектора Дитера Остерлена, в результате чего кирпичная внутренняя часть была полностью обнажена.

## Внешний вид
Знаки, прикрепленные к трем треугольным фронтонам башни: с восточной стороны — перевернутая пентаграмма (Drudenfuß), с северной и южной стороны — гексаграмма (щит Давида).

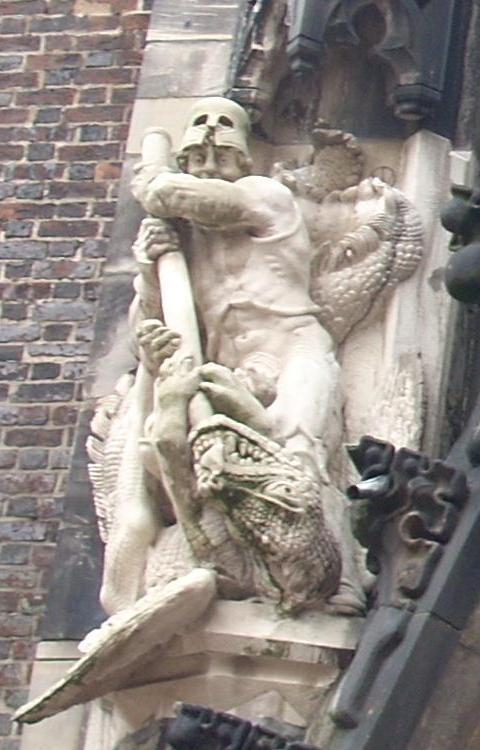
Святой Георгий, поражающий змия. Маркткирхе (Ганновер)

Бронзовый портал западного входа (нынешний главный вход) был создан Герхардом Марксом в 1959 году. Под девизом «discordia et concordia» (раздор и согласие) он показывает основные ситуации в жизни человека под деревом жизни с двумя стволами, при этом скульптор не пропустил недавнее прошлое Германии, это отражено в сценах с виселицей и танками, изображений выступлений нацистов, гор трупов и горящих домов. Воскресший Христос появляется выше всего в верхнем поле. Портал является пожертвованием города Ганновер к 600-летию Маркткирхе.
Скульптуры покровителей Маркткирхе можно увидеть по углам над западным порталом: слева Святой Георгий, убивающий змия (дракона), и справа Святой Иаков (Якоб) с посохом паломника, оба творения брауншвейгского скульптора Юргена Вебера (1992). Скульптура Иакова (Якоба) была разрушена во время войны, а Святой Георгий был помещен в левый (северный) хор.
На внешней стороне бывшего южного портала установлены двое солнечных часов. Часы 1555 года вверху справа, так называемые канонические часы с указанием времени молитвы на столбе слева, вероятно, датируются временем постройки церкви. Эти солнечные часы, возможно, самые старые часы в Ганновере.
Две скульптуры по бокам церковной башни были созданы ганноверским скульптором Карлом Допмайером и представляют Германа Вильгельма Бёдекера с северной стороны и Мартина Лютера с южной стороны.
Эпитафии и надгробные плиты (внутри и снаружи), в основном XVI—XVII веков. На Маркткирхе изображены ещё Антониус Корвинус ( ум. 1553 г.), реформатор Нижней Саксонии, и генерал кавалерии Ганс Михаэль Элиас фон Обентраут, сражавшийся на стороне датчан (умер в 1625 г. около Зельце), который ранее считался историческим архетипом немца Михеля .
Кроме того, здесь находятся надгробные плиты и эпитафии бургомистров и сановников города Ганновера, например, Ганса Бломе Старшего. J. [13] и Франца фон Винтхайма. Их похоронили в Маркткирхе. Позже надгробия и эпитафии, находившиеся в церкви, были убраны и размещены вдоль стен, как внутри, так и снаружи. Эпитафия Франца фон Винтхайма раньше находилась в Николаикапелле и была перенесена на Маркткирхе только после Второй мировой войны..